# Улица Димитрова (Санкт-Петербург)
Улица Дими́трова — одна из главных магистралей во Фрунзенском районе Санкт-Петербурга, территориально расположенная на территории исторического района Купчино. Начинается от железнодорожных путей Витебского направления с пересечения с Белградской улицей и заканчивается на пересечении с Софийской улицей. На восток продолжается проспектом Александровской Фермы.

## История
После прокладки в начале 1960-х годов улица получила название 3-я Южная магистраль и была переименована 16 января 1964 года в честь Первого Генерального Секретаря ЦК Болгарской Коммунистической Партии Георгия Димитрова.
Изначально магистраль шла от Белградской улицы до Малой Бухарестской улицы, в 2008 году выполнено продолжение улицы до Софийской улицы, тем самым соединив улицу Димитрова с проспектом Александровской Фермы. Движение по новому участку дороги было открыто 6 ноября того же года.
В перспективе планируется соединение улиц Димитрова и Орджоникидзе (Московский район).

## Пересечения
Улица Димитрова пересекает или граничит со следующими проспектами, улицами и переулками:
- Белградская улица — улица Димитрова примыкает к ней
- Малая Балканская улица — примыкание
- Купчинская улица — примыкание
- Будапештская улица — пересечение
- Загребский бульвар (непосредственного выезда на проспект нет: улица пересекается с проходящим параллельно проспекту проездом-дублёром («карманом»))
- Бухарестская улица — пересечение
- Малая Бухарестская улица — примыкание
- Софийская улица — после пересечения с ней продолжается на восток проспектом Александровской Фермы

## Происшествия
Летом 2015 года в своей квартире на 1 этаже в доме 4 по улице Димитрова была задержана пенсионерка (бывшая горничная) Тамара Самсонова, подозреваемая в серии жестоких убийств. В её квартире был обнаружен «дневник убийств» с 10 эпизодами. История имела широкую огласку в СМИ, где женщину окрестили «бабушкой-потрошителем» и «ведьмой с пилою на метле», поскольку она травила своих постояльцев, а затем распиливала трупы своих жертв.

## Достопримечательности
- На пересечении с Купчинской улицей памятник Георгию Димитрову и мемориальный комплекс.
- ДОТ оборонительного рубежа «Ижора» к западу от Софийской улицы, в котором располагается музей.
- Парк Героев-Пожарных к востоку от Бухарестской улицы[3].

## Транспорт
- Пересечение улиц Малой Балканской и Димитрова: автобусы (74, 157) и троллейбус (47).
- Пересечений улиц Купчинской и Димитрова: автобусы (74, 157, 246), троллейбус (47) и трамваи (25, 43).
- Пересечение улиц Будапештской и Димитрова: автобусы (54, 74, 157, 159, 225, 246, 253, 282, 288), троллейбусы (39, 47), трамваи (25, 43) и маршрутка «ТРЦ РИО — улица Олеко Дундича».
- Пересечение Загребского бульвара и улицы Димитрова: автобусы (54, 157, 253) и трамваи (25, 43).
- Пересечений улиц Бухарестской и Димитрова: автобусы (54, 56, 57, 157, 241, 253, 282) и трамваи (25, 43, 45, 49).
- Пересечение улиц Малой Бухарестской и Димитрова: автобусы (157, 241, 253, 282).
- Пересечение улиц Софийской и Димитрова: автобусы (53, 117, 157, 241, 253, 282).

## Объекты
- Бухарестская улица, д. 69: гипермаркет «Лента».
- Бухарестская улица, д. 110 к. 1: жилой комплекс «Твин Пикс».
- Жилой комплекс «Серебряные Ключи», состоящий из 9 корпусов: Малая Бухарестская улица, д. 2, д. 6 к. 1, д. 8 к. 1, д. 10 к. 1, д. 10 к. 2; улица Димитрова, д. 37 к. 1, д. 39 к. 1, д. 41 к. 1, д. 43.
- Улица Димитрова, д. 3 к. 1: жилой комплекс «Кассиопея».

## Интересные факты
- Пятиэтажный 90‑квартирный дом-хрущевка серии 1ЛГ-502В, расположенный по ул. Димитрова, д. 16, к. 2, был смонтирован за 6 полных рабочих дней (вместо 25 дней по нормативам). Дом расположен по адресу [4].